# Жеко Радев
Жеко Жеков Радев е български географ, първият хабилитиран преподавател по физическа география и основоположник на геоморфоложката наука в България. Той е сред основателите на Българското географско дружество.

## Биография
Жеко Радев е роден на 31 юли 1875 г. в Нови пазар. Завършва основно и трикласно училище в родния си град. През 1894 г. завършва Шуменското педагогическо училище. Известно време работи като начален учител в Нови пазар, Преслав и с. Върбица, Шуменско. През 1900 г. постъпва като студент по педагогика и философия в Софийския университет. Посещава и лекциите по география на проф. Анастас Иширков и по геология на проф. Георги Златарски. Завършва през 1904 г. Същата година е назначен за гимназиален учител в Бургас. Събира материали за географско изследване на Бургас. През 1906 г. е преместен в София, където преподава в Трета софийска мъжка гимназия. Командирован е за асистент по география в Института по география към Софийския университет. На 1 януари 1909 г. е назначен за редовен асистент и започва работа в областта на физическата география. През 1911 – 1912 г. специализира география в Берлин при професор Албрехт Пенк. По време на Балканската война прекратява специализацията си, а през учебната 1913 – 1914 г. я завършва. След завръщането си от Германия започва реформа в провеждането на упражненията по картография. След това работи по снабдяването на институтската библиотека с необходимите книги по физическа география.
Жеко Радев, наред с Гунчо Гунчев, Еким Бончев, Илия Иванов, Димитър Яранов и др., е основоположник на българската геоморфология. Подробно анализира петрографските и тектонски условия на залягане на изследваните форми на релефа, наред с това се обръща особено внимание на всички природни условия и фактори, оказващи роля в морфогенезата – климат, води, растителност и др. Привърженик е на американската геоморфоложка школа на Уилям Дейвис, както и последовател на идеите на Алфред Пенк и други водещи за времето си учени. Преобладават темите по проблемите на глациалната и карстова геоморфология, а райони на изследване на публикациите му са Рила, Пирин, Родопите, Витоша, Източна и Западна Стара планина и др.
През 1915 г. пише големия си научен труд „Карстови форми въ Западна Стара планина“, който му служи като хабилитация за редовен доцент по физическа география. По-късно същата година чете встъпителната си лекция на тема „Задачи и методъ на геоморфологията“. През юли и август 1916 г. придружава проф. Иширков в научната експедиция в Македония, организирана от Щаба на българската армия; проучванията си отразява в доклада „Физикогеографски особености на Македония и Поморавия“ и в книгата си „Природна скулптура по високите български планини“ (Рила, Западните Родопи, Пирин, Шар, Кораб, Салакова – Караджица и Баба), 1920 г. През 1921 г. е извънреден, а от 1927 г. и редовен професор по физическа география.
От 1919 г. е редактор на списание „Естествознание“, което увеличава съдържанието си по география и е преименувано на списание „Естествознание и география“. Той е пълномощник на туристическото дружество „Алеко Константинов“ в Софийския университет. Взема отношение по въпроса на туристическите хижи на Витоша.
Той е сред основоположниците на Българското географско дружество. Дописен член е на Българския археологически институт. През 1921 г. е избран за извънреден професор. През 1923 – 1924 г. специализира в Берлин и Виена. През 1927 г. е избран за редовен професор по физическа география и завежда катедрата по физическа география до смъртта си. От 1927 до 1928 г. е декан на Историко-филологическия факултет в Софийския университет.
Умира на 24 януари 1934 г. от сърдечна недостатъчност в София.

## Трудове
- НѢколко бележки върху климата на гр. Бургасъ (1906)
- НашитѢ селища въ връзка въ тѢхната надморска височина (1906, в съавторство с проф. Анастас Иширков)
- Рила планина – орохидрографски бележки (1910)
- Картометрически приносъ за изучаване на България (1910)
- Географическо положение, граници и повърхнина на България (1910)
- Карстови форми въ Западна Стара планина (1915)
- Предметъ и методи на географията (1919)
- Геоморфологически бѢлѢзи на българскитѢ земи и тѢхното значение за температурнитѢ и валежни отношения на страната (1919)
- Природна скулптура по високите български планини.   София, 1920.
- Геоморфологична работа на ледника (1921)
- Алпийски и подалпийски пояси на високитѢ български планини (1921)
- Ледникови следи въ облика на Пиринъ //  Списание "Бѫлгарски туристъ". Т. IV-V.   София, 1922.
- РѢка Вѫча и нейната долина (1923)
- Географска и етнографска Македония (1924)
- Търновският проломъ и долината на р. Янтра (1925)
- Източна Стара планина и долината на р. Камчия.   София, 1926.
- Има ли следи от дилувиално заледяване на Витоша //  Списание на БАН клонъ природо-математиченъ. Т. XXXIV.   София, 1926.
- Географска и етнографска България въ нейните исторически граници (1926)
- Епигенетични проломи въ долината на р. Струма //  Известия на българското Географско дружество.   София, 1933.